# Strang (Nebraska)
Strang é uma vila localizada no estado americano de Nebraska, no Condado de Fillmore.

## Demografia
Segundo o censo americano de 2000, a sua população era de 32 habitantes.
Em 2006, foi estimada uma população de 31, um decréscimo de 1 (-3.1%).

## Geografia
De acordo com o United States Census Bureau, a localidade tem uma área de 0,3 km², sem área coberta por água. Strang localiza-se a aproximadamente 494 m acima do nível do mar.

## Localidades na vizinhança
O diagrama seguinte representa as localidades num raio de 16 km ao redor de Strang.